# District de Levice
Le district de Levice est l'un des 79 districts de Slovaquie dans la région de Nitra.

## Démographie

### Évolution de la population
| Année:               | 1994.   | 2004.   | 2014.   | 2024.   |
| -------------------- | ------- | ------- | ------- | ------- |
| Nombre de personnes: | 121 113 | 119 018 | 113 511 | 107 992 |
| Différence:          |         | -1,72 % | -4,62 % | -4,86 % |

| Année:               | 2023.   | 2024.   |
| -------------------- | ------- | ------- |
| Nombre de personnes: | 108 479 | 107 992 |
| Différence:          |         | -0,44 % |

## Liste des communes
Source :

### Villes
- Levice
- Tlmače
- Šahy
- Želiezovce

### Villages
Bajka | Bátovce | Beša | Bielovce | Bohunice | Bory | Brhlovce | Čajkov | Čaka | Čata | Demandice | Devičany | Dolná Seč | Dolné Semerovce | Dolný Pial | Domadice | Drženice | Farná | Hokovce | Hontianska Vrbica | Hontianske Trsťany | Horná Seč | Horné Semerovce | Horné Turovce | Horný Pial | Hrkovce | Hronovce | Hronské Kľačany | Hronské Kosihy | Iňa | Ipeľské Úľany | Ipeľský Sokolec | Jabloňovce | Jesenské | Jur nad Hronom | Kalná nad Hronom | Keť | Kozárovce | Krškany | Kubáňovo | Kukučínov | Kuraľany  | Lok | Lontov | Lula | Málaš | Malé Kozmálovce | Malé Ludince | Mýtne Ludany | Nová Dedina | Nový Tekov | Nýrovce | Ondrejovce | Pastovce | Pečenice | Plášťovce | Plavé Vozokany | Podlužany | Pohronský Ruskov | Pukanec | Rybník | Santovka | Sazdice | Sikenica | Slatina | Starý Hrádok | Starý Tekov  | Šalov | Šarovce | Tehla | Tekovské Lužany | Tekovský Hrádok | Tupá | Turá | Uhliská | Veľké Kozmálovce | Veľké Ludince | Veľké Turovce | Veľký Ďur | Vyškovce nad Ipľom | Vyšné nad Hronom | Zalaba | Zbrojníky | Žemberovce | Žemliare